# محمد أنور عبد اللطيف
الفريق محمد أنور عبد اللطيف (1913 - 1999)، هو عسكري مصري من سلاح البحرية ومؤسس سلاح الضفادع البشرية.

## إنجازاته
- مؤسس الكشافة البحرية المصرية
- مؤسس سلاح الضفادع البشرية بالقوات البحرية المصرية
- أول من أدخل رياضة الغوص إلى مصر

## المؤهل
بكالوريوس علوم عسكرية من الكلية البحرية 1936

## التخصص
ملاحة بحرية وتوجيه طائرات القتال، بورتسموث إنجلترا 1947 م

## التاريخ الكشفي
1. شبل بمدرسة الخرطوم الابتدائية عام 1924 م
2. كشاف بمدرسة أسيوط الثانوية عام 1927 م
3. من مؤسسى الكشافة البحرية المصرية عام 1952 م
4. نائب رئيس المجلس الأعلى للكشافة والمرشدات المصري
5. قائد المخيم الكشفى العربي الثاني «أبو قير» 1964 م
6. قائد مخيم الجوالة الأول «أبو قير» الإسكندرية 1969 م
7. رئيس الكشافة البحرية المصرية منذ عام 1960 على فترات

- - 1960 – 1969
  - 1973 - 1985
  - 1993 – 1997
  - من 1997 حتى وفاته في ديسمبر 1999 م

## الأوسمة والنياشين
1. وسام الصقر الفضى 1973، 1996 م
2. وسام الشكر
3. قلادة الكشاف العربي 1978 م
4. وسام الاستحقاق من دولة اليونان
5. ميدالية الخدمة الطويلة والقدوة الحسنة من الطبقة الأولى
6. وسام الجمهورية من الطبقة الثانية
7. وسام الاستحقاق من الدرجة الأولى
8. وسام النيل
9. وسام الرياضي